# Streblocera tachulaniana
Streblocera tachulaniana är en stekelart som beskrevs av Chao 1964. Streblocera tachulaniana ingår i släktet Streblocera och familjen bracksteklar. Inga underarter finns listade i Catalogue of Life.